# Rewal
Rewal Ausspracheⓘ (deutsch Rewahl, früher auch Revahl) ist ein Dorf und Sitz der gleichnamigen Landgemeinde in Polen, im Powiat Gryficki (Greifenberger Kreis). Die an der Ostseeküste nahe der Stadt Trzebiatów (Treptow an der Rega) gelegene, sich über zwei Kilometer Länge erstreckende Gemeinde ist einer der größten Kurorte in der Woiwodschaft Westpommern. Bis zum 31. Dezember 1998 gehörte die Gemeinde zur Woiwodschaft Stettin.

## Geographische Lage und Verkehrsanbindung
Der Hauptort Rewal liegt an einem malerischen Kliff der Ostsee zwischen Dziwna (Dievenow) und Kołobrzeg (Kolberg) in Hinterpommern. Der Ortskern befindet sich etwa einen Kilometer nordöstlich vom Bahnhof.
Durch Rewal verläuft die Woiwodschaftsstraße 102 (droga wojewódzka nr 102). Diese verbindet die Gemeinde mit Lędzin (Lensin, fünf Kilometer entfernt), Trzebiatów (Treptow an der Rega, 19 Kilometer entfernt) sowie mit Dziwnówek (Berg Dievenow, 15 Kilometer entfernt). Die Entfernung von Rewal bis nach Gryfice (Greifenberg) beträgt 24 km.

## Geschichte

### Entstehung, Lage und Entwicklung
Rewahl war ursprünglich ein kleines Fischer- und Bauerndorf. 
Die erste Erwähnung von Rewahls stammt aus dem Jahr 1434. 1466 wurde die Familie Flemming Besitzer des Dorfes. Rewahl erscheint auf der Großen Karte des Herzogtums Pommern aus dem Jahr 1618 als Raval. Die spätere Schreibweise Revahl wurde 1628 urkundlich erwähnt. 
1784 gab es dort einen Halbbauern, ein Wirtshaus, einen Schulmeister, 14 Fischerkaten und 17 Feuerstellen. Einige der Fischerkaten gehörten zum adligen Gut Hoff. Die Kirchengemeinde von Rewahl war im Kirchspiel von Hoff der Camminer Synode eingepfarrt.
Der Ort liegt inmitten fruchtbarer Felder und Gärten auf hohem begrasten Lehmufer. Er entwickelte sich im Laufe der Zeit zu einem einfachen, bescheidenen Badeort. Die ersten Sommerurlauber kamen in den 1830er Jahren in den Kurort. Das Wasser der Ostsee ist hier außerordentlich sauber, das lokale Mikroklima gut, die Luft enthält große Mengen Jod und ist nicht verschmutzt. Vom Steilufer führen Treppen zum breiten Sandstrand.
Im Jahre 1896 wurde die Schmalspurbahn von Greifenberg nach dem Seebad Horst erbaut. Die Spurbreite betrug bis 1900 750 mm. Danach wurde sie auf 1000 mm geändert. Im Jahre 1913 wurde die Bahnstrecke über Broitz nach Treptow an der Rega verlängert.
Gegen Ende des Zweiten Weltkriegs wurde die Region im Frühjahr 1945 von der Roten Armee erobert und anschließend – wie ganz Hinterpommern – unter polnische Verwaltung gestellt. Es fand eine Zuwanderung von Polen statt, die sich der Häuser und des Eigentums der deutschen Zivilbevölkerung bemächtigten. Im Zeitraum bis etwa 1947 wurden die Deutschen aufgrund der Bierut-Dekrete aus ihrem Ort vertrieben. Der Name des deutschen Dorfes Rewahl wurde in Rewal abgeändert.
Im Jahre 1991 und 1996 wurde die südliche Bahnlinie geschlossen und 1999 auch das Fragment der westlichen Linie von Pogorzelica (Fischerkaten) nach Trzebiatów (Treptow). Nach einer grundlegenden Renovierung der Strecke Gryfice–Pogorzelica findet dort wieder ein Museumsbahnbetrieb entlang ebenfalls renovierter Bahnhofsgebäude statt. In der Gemeinde Rewal befinden sich fünf Bahnhöfe der „Nadmorska Kolej Wąskotorówka“: Trzęsacz, Rewal, Śliwin, Niechorze und Pogorzelica.

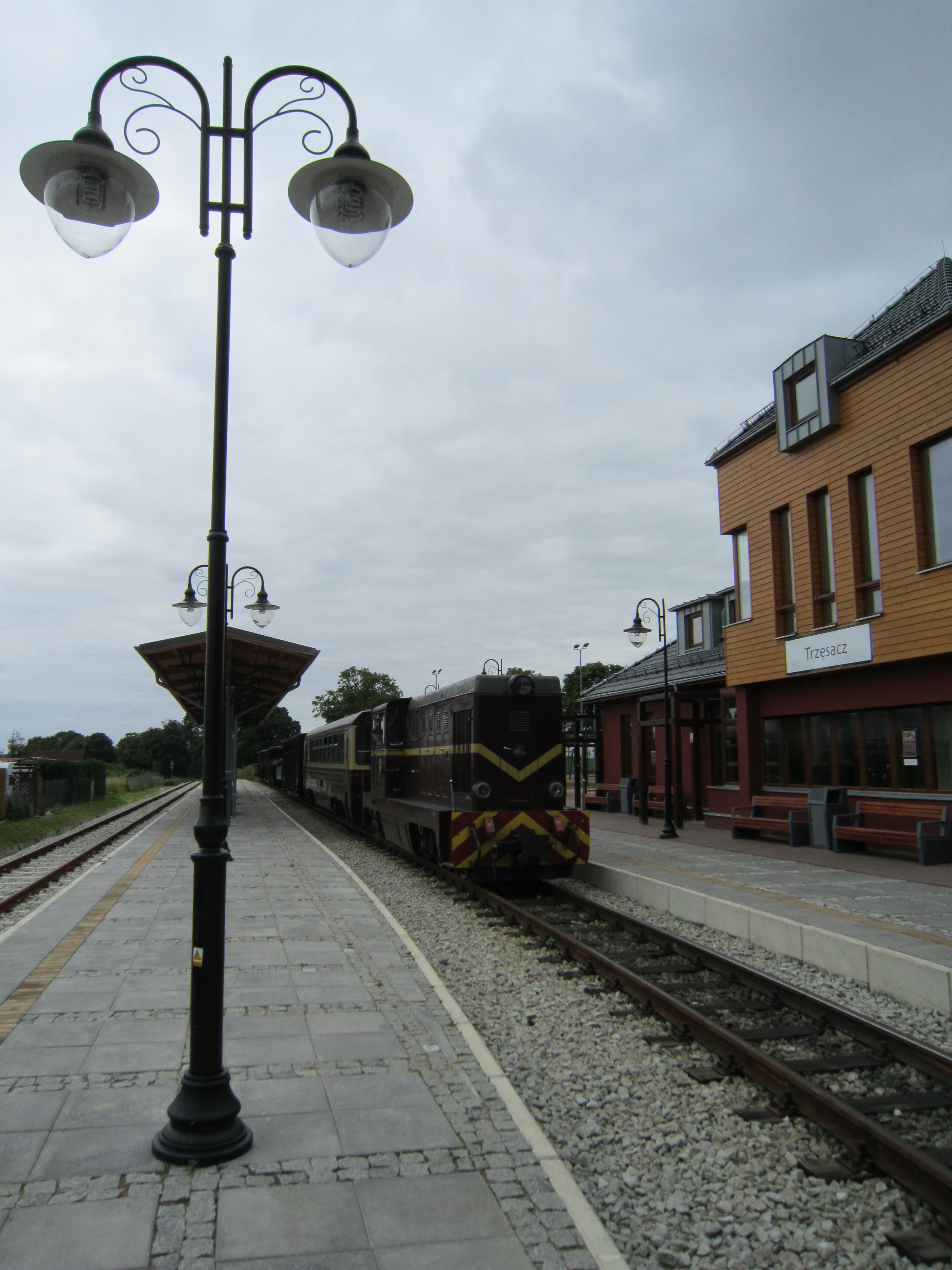
Trzęsacz (Hoff)
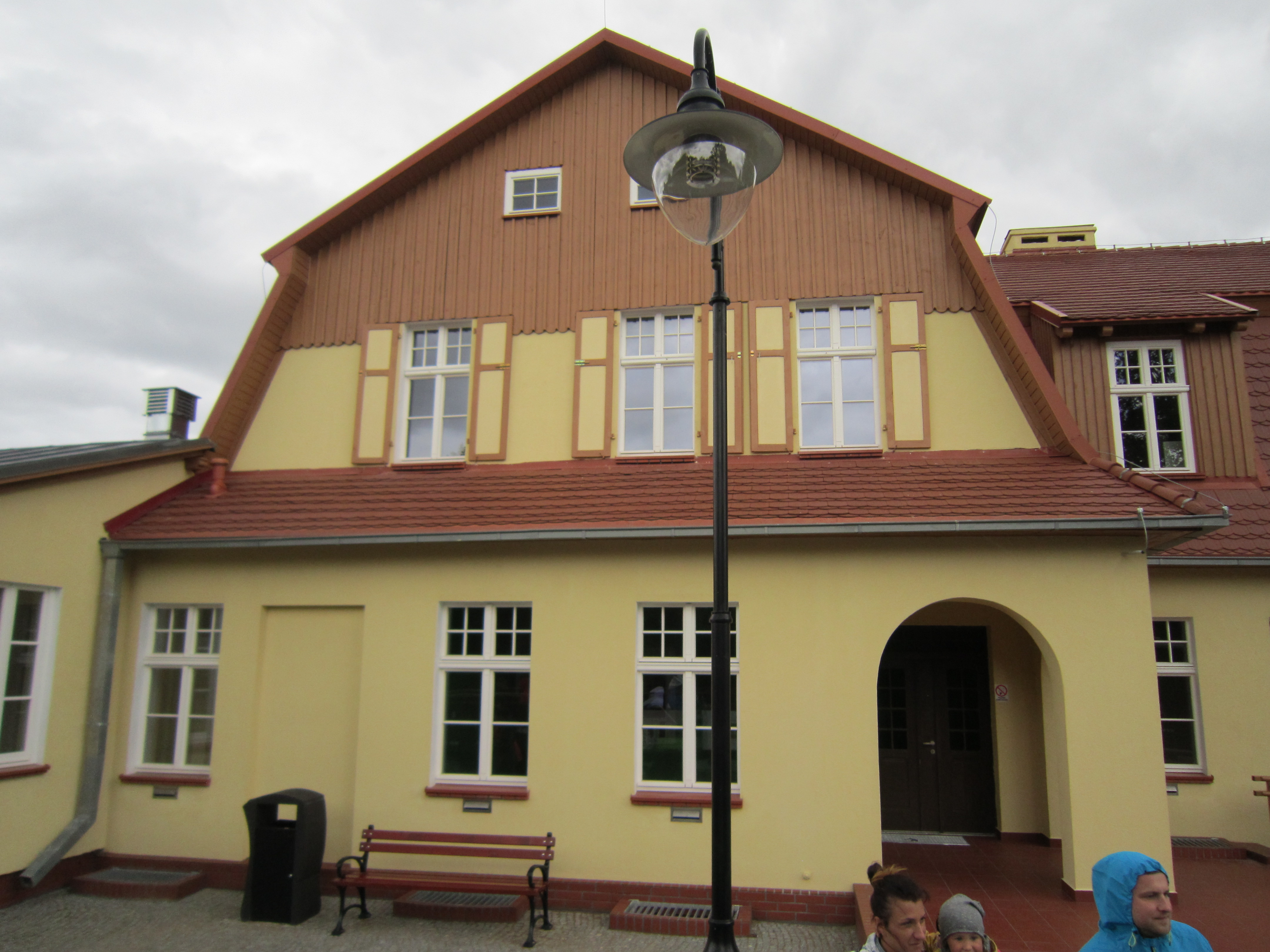
Rewal (Rewahl)
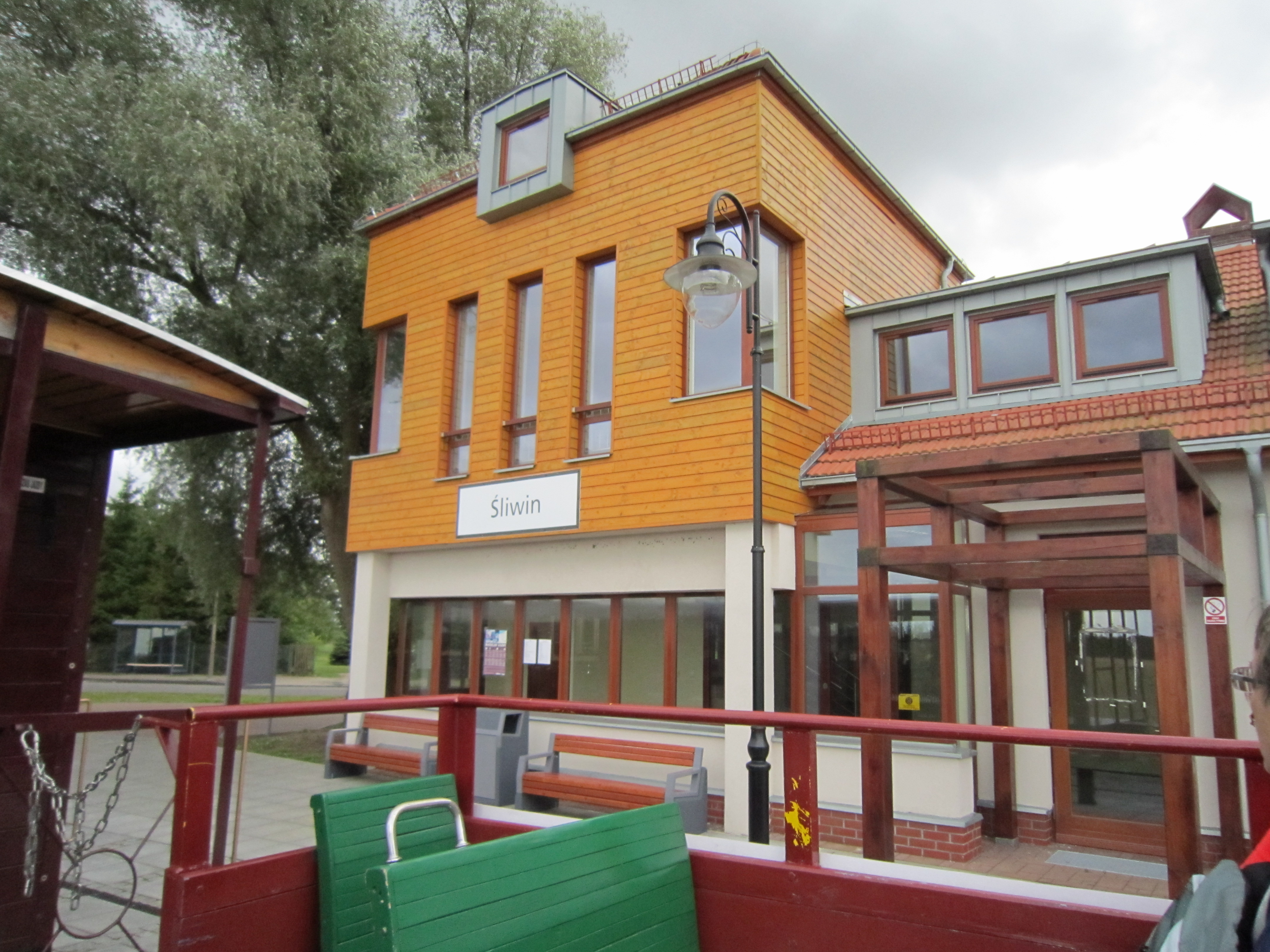
Śliwin (Schleffin)
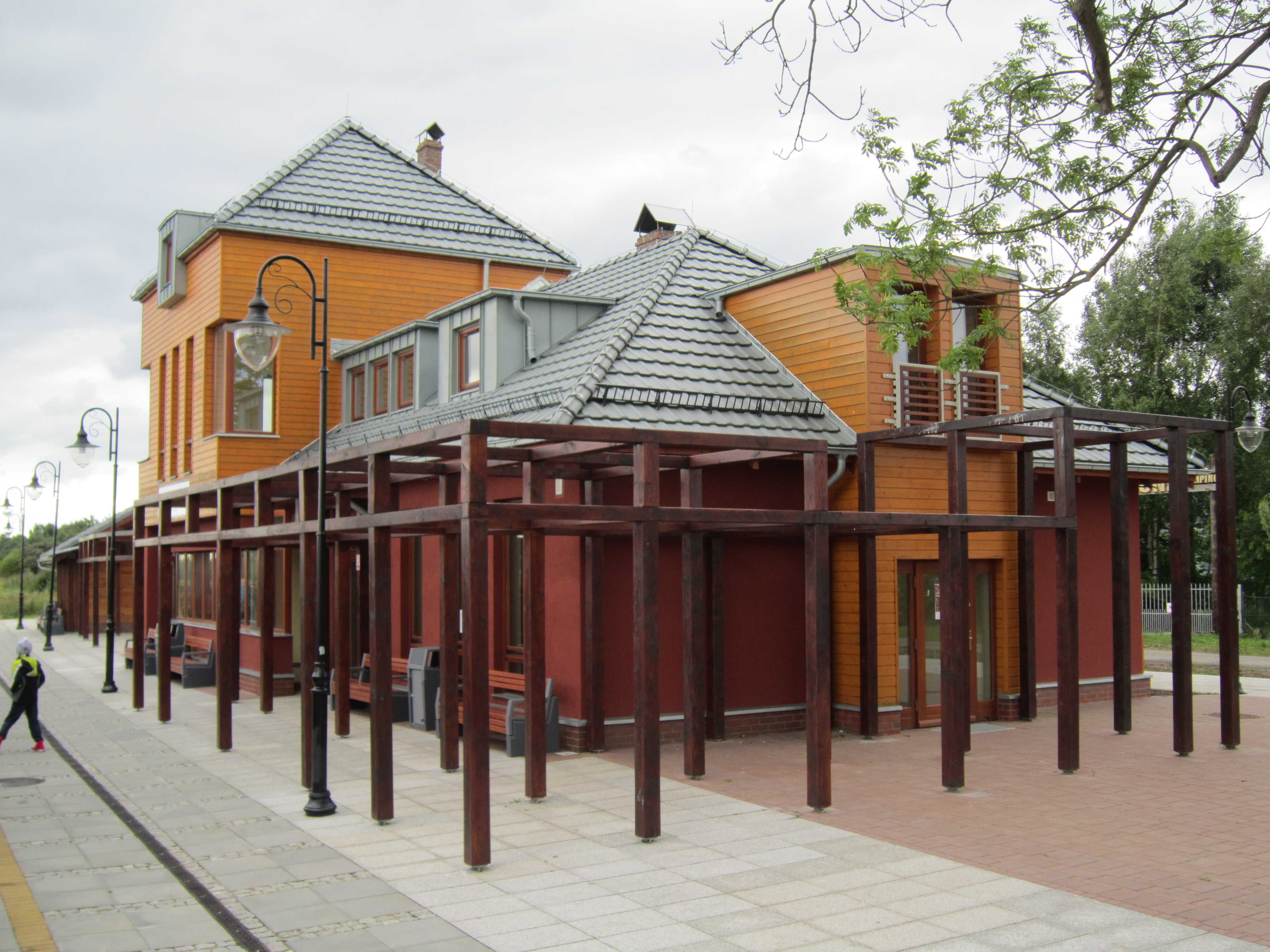
Bahnstation Niechorze Latarnia (Horst Seebad)
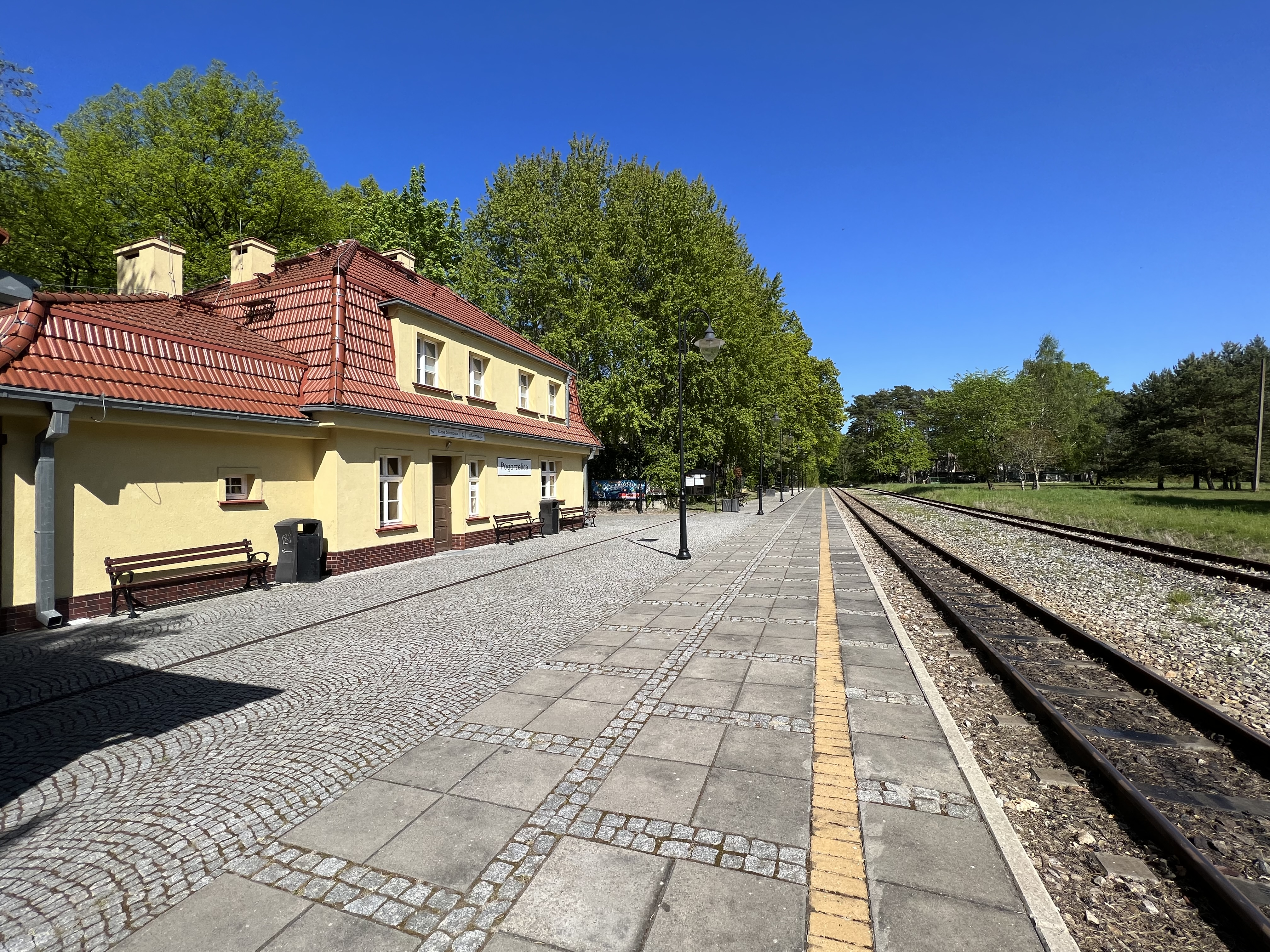
Pogorzelica (Fischerkaten)
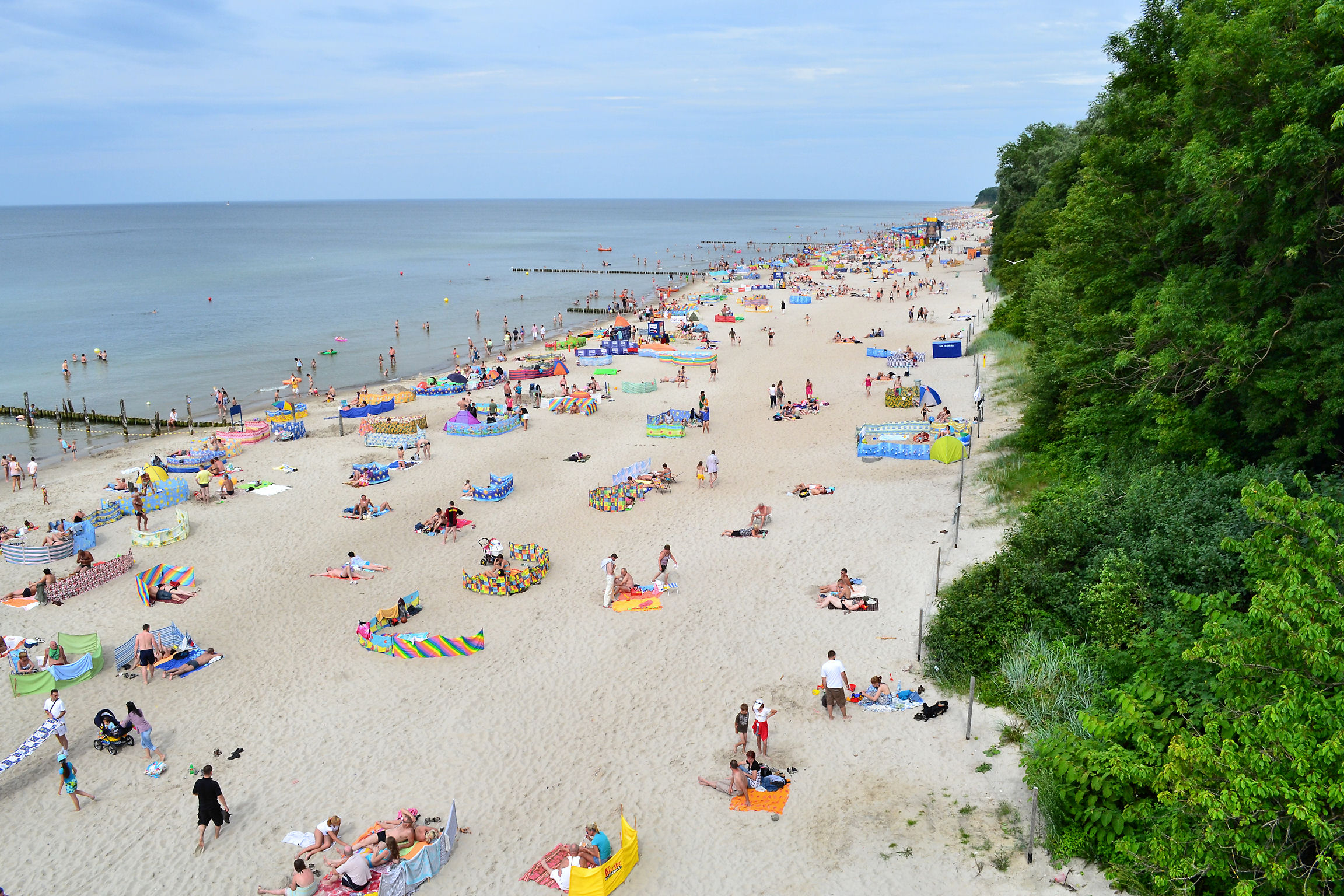
Strandansicht
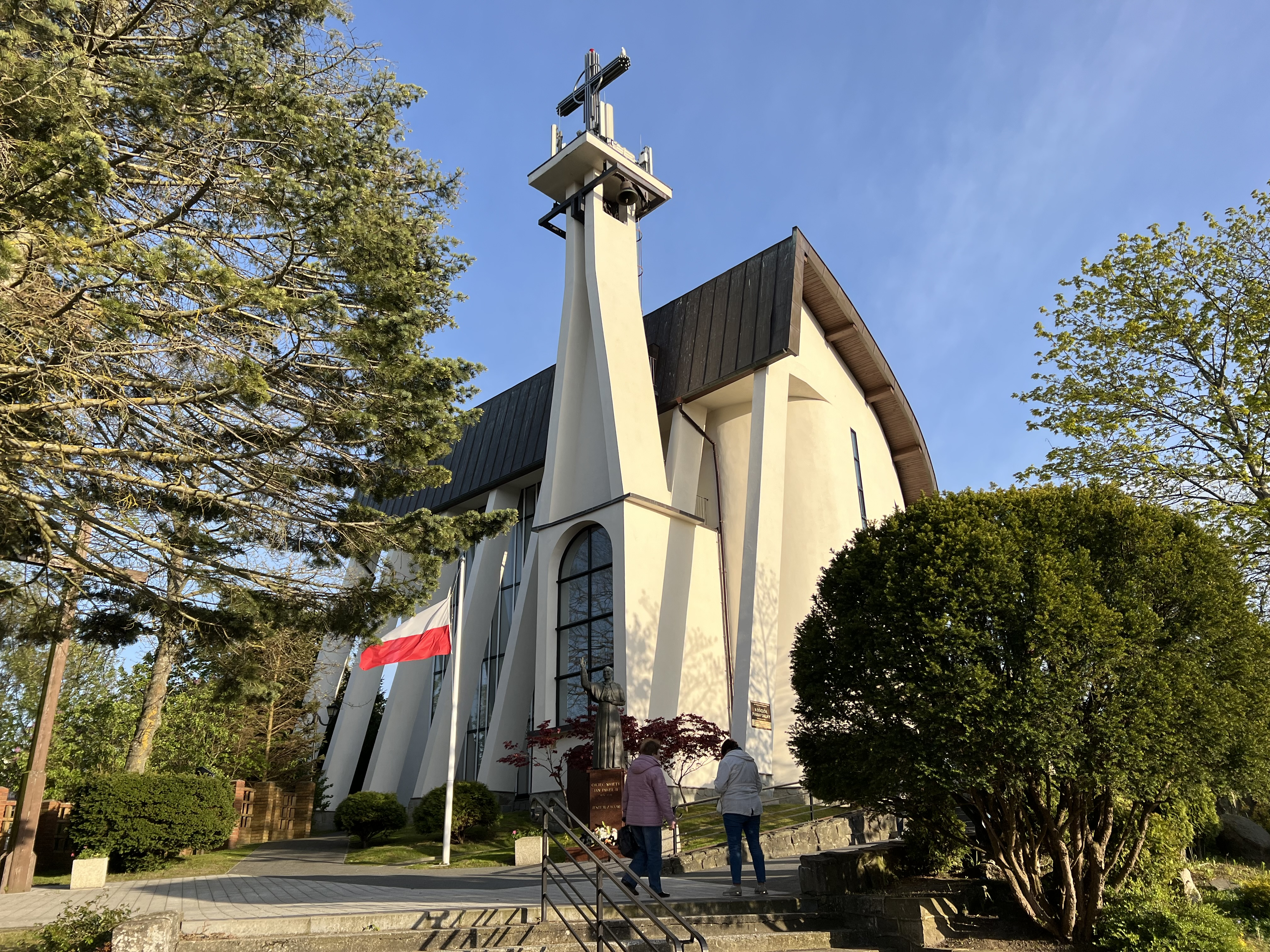
Katholische Kirche St. Salvator in Rewal

### Entwicklung der Einwohnerzahl
- 1910: 300[6]
- 1924: 350[7]
- 2010: ca. 950[1]

## Gmina Rewal

### Allgemeines
Die Orte der Gemeinde erstrecken sich entlang der Rewaler Küste an einem durchgehenden, feinsandigen Strand, der meist durch eine bewaldete Steilküste geschützt ist.
Rewal besitzt fünf Postleitzahlen: Rewal (72-344), Pustkowo (72-345), Pobierowo (72-346), Niechorze (72-350) und Pogorzelica (72-351).

### Gemeindegliederung
Zur Gmina Rewal gehören sieben Orte, die zugleich Schulzenämter bilden:
- Niechorze (Horst)
- Pobierowo (Poberow)
- Pogorzelica (Fischerkaten)
- Pustkowo (Pustchow)
- Rewal (Rewahl)
- Śliwin (Schleffin)
- Trzęsacz (Hoff).

### Partnerschaft
Partnerschaften bestehen mit den deutschen Städten Wildau und Putbus.

### Sehenswürdigkeiten
- Amphitheater

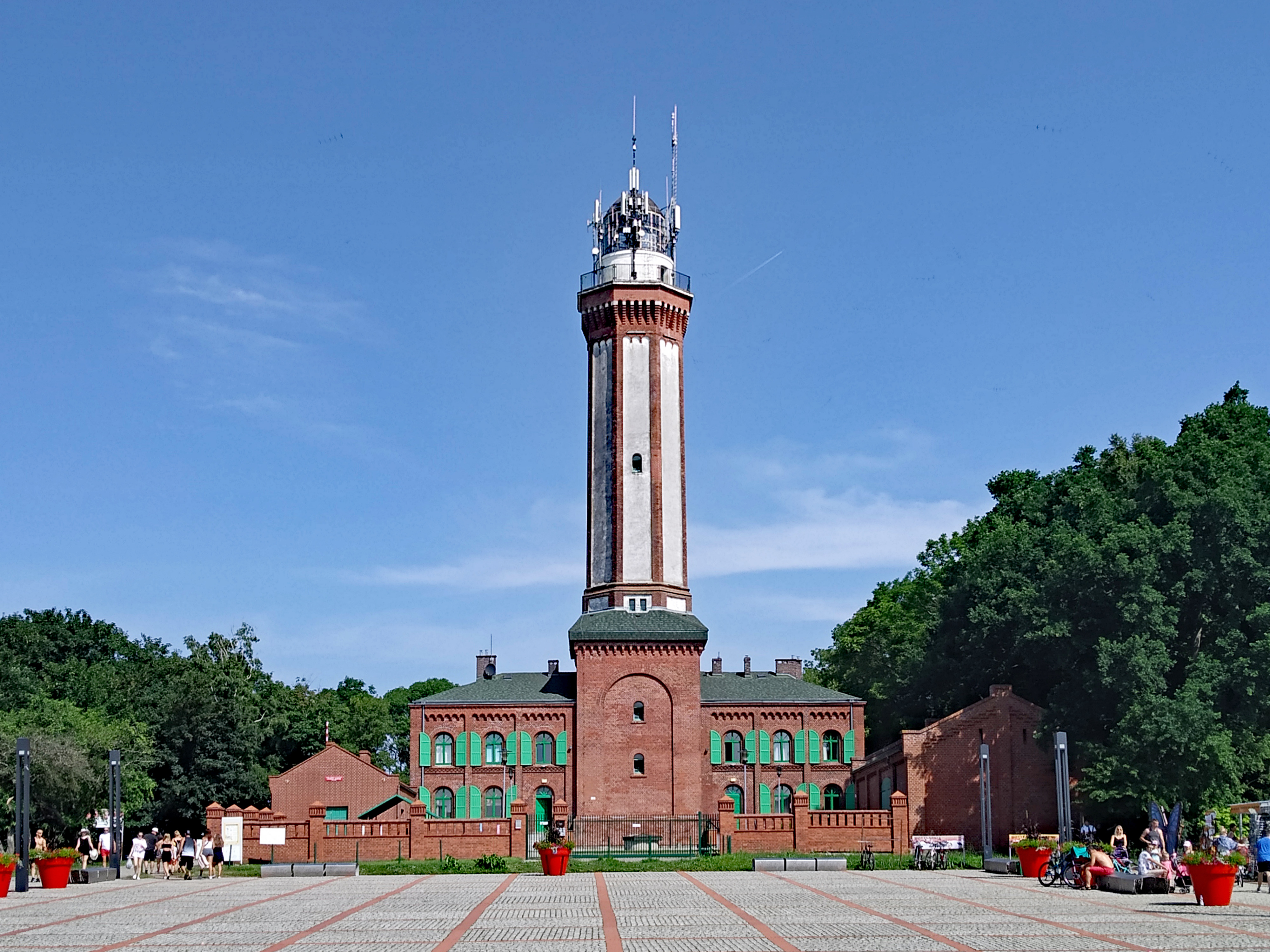
Leuchtturm Niechorze

- Der Leuchtturm an der Steilküste bei Niechorze wurde im Jahr 1866 aus Backstein erbaut. Er ist mit seinen 45 Metern Höhe eine der bekanntesten Attraktionen. Sein Licht befindet sich in einer Höhe von 62,8 m über NN und hat eine Reichweite von ungefähr 20 Seemeilen (37 Kilometer). Der Turm wurde im Jahr 1945 zerstört, im Jahr 1948 nach alten Plänen wieder aufgebaut und am 18. Dezember 1948 wieder in Betrieb genommen.
- Museum für Fischerei in Niechorze (Horst)
- Reservat für Wasservögel am Liwia Łuża (Horst-Eiersberger See) in Niechorze
- Meeresmuseum in Niechorze und Kamień Pomorski (Cammin)
- Kirchenruine in Trzęsacz (Hoff)

### Unterhaltung
- Ausflüge mit dem Schiff auf dem Camminer Bodden (Zalew Kamieński)
- Schwimmbad in Pogorzelica (Fischerkaten)